# Corte Buonmercato
La Corte Buonmercato è una storica corte lombarda di Goito, in provincia di Mantova, situata alla periferia sud della città.
Fu edificata probabilmente nel XV secolo ed appartenuta al pittore di corte Gonzaga Andrea Mantegna, che aveva ottenuto dal marchese Ludovico III Gonzaga un prestito di 100 ducati d'oro per edificarla.
L'edificio fu costruito con la supervisione dell'amico Giovanni da Padova.